# Velo Veronese
Velo Veronese är en ort och kommun i provinsen Verona i regionen Veneto i Italien. Kommunen hade 764 invånare (2018).